# Pion (przyrząd)

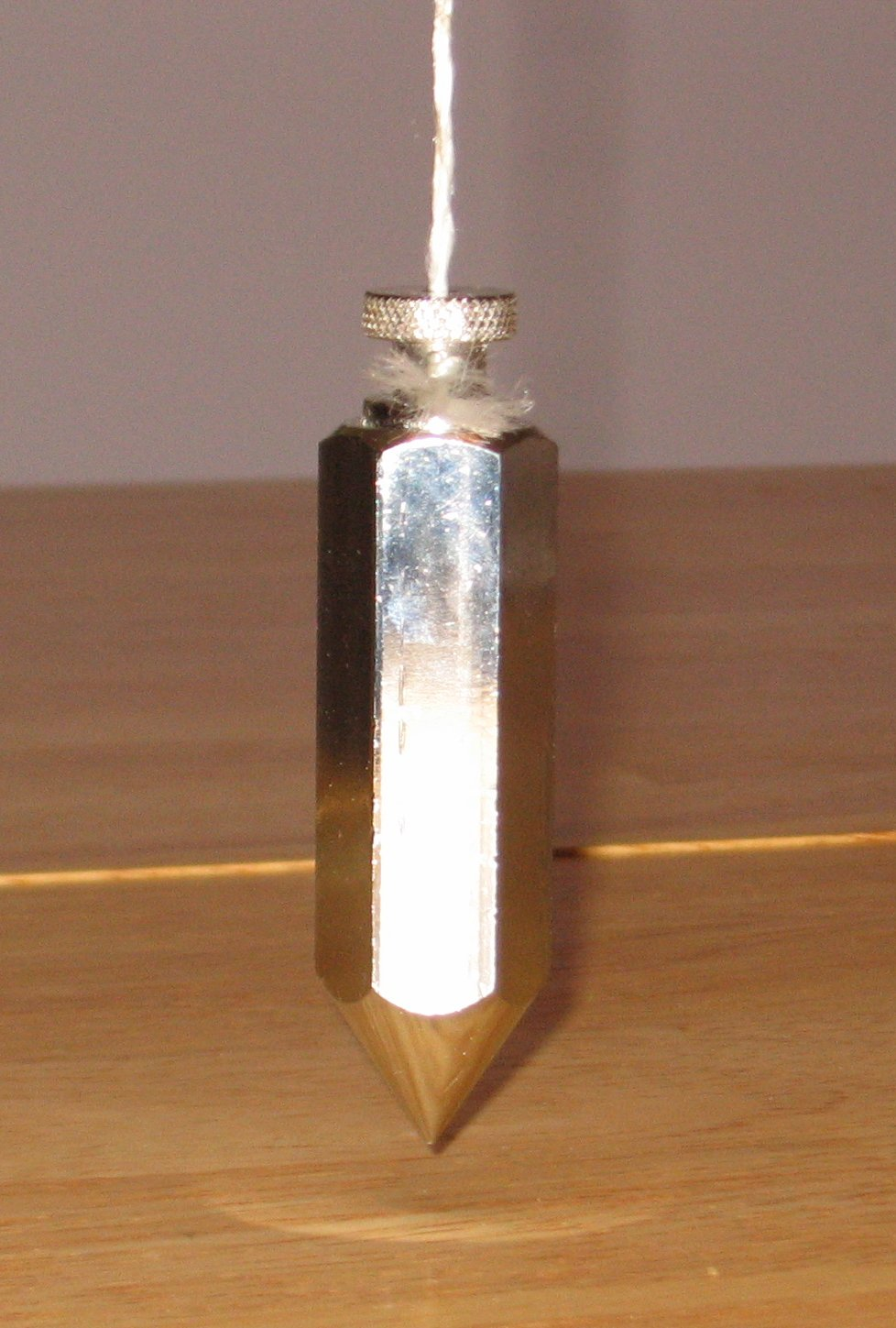
Pion ciężarkowy

Pion (przyrząd) – narzędzie służące do wyznaczania kierunku pionowego.
Rodzaje pionów:
- pion ciężarkowy – składa się z ciężarka zawieszonego na giętkiej lince lub sznurku; był już znany budowniczym w starożytności.
- pion drążkowy
- pion optyczny